# (1534) Näsi
(1534) Näsi est un astéroïde de la ceinture principale.

## Description
(1534) Näsi est un astéroïde de la ceinture principale. Il fut découvert le 20 janvier 1939 à Turku par Yrjö Väisälä. Il présente une orbite caractérisée par un demi-grand axe de 2,73 UA, une excentricité de 0,25 et une inclinaison de 9,8° par rapport à l'écliptique.

## Compléments